# Le Trèfle à 4 feuilles
Le Trèfle à 4 feuilles est une série télévisée québécoise en 32 épisodes de 25 minutes en noir et blanc créée par Alec Pelletier et diffusée du 15 novembre 1957 au 20 juin 1958 à la Télévision de Radio-Canada.

## Fiche technique
- Scénariste : Alec Pelletier
- Réalisation : Pierre Lebeuf
- Société de production : Société Radio-Canada

## Distribution
- Élizabeth Chouvalidzé : Kathleen
- Jacques Zouvi : Dan